# Jean-Marie Abgrall (historien)
Cet article concerne l'historien. Pour le psychiatre, voir Jean-Marie Abgrall. Pour les homonymes, voir Abgrall.
Jean-Marie Abgrall, né le 22 juin 1846 à Lampaul-Guimiliau, mort le 10 juin 1926 à Quimper, est un chanoine-architecte et historien français. Il consacra toutes ses études à la Bretagne et au Finistère en particulier.

## Biographie
Jean-Marie Abgrall est né le 22 juin 1846 à Lampaul-Guimiliau. Il entre au petit séminaire de Pont-Croix en 1857 et passe au grand séminaire de Quimper en 1864.
Devenu diacre en 1868, il prend la même année un poste de maître d'études dans son petit séminaire. Il est ordonné prêtre en 1870. Il devient titulaire de la chaire d'archéologie et de dessin, du petit séminaire, en 1873. Il occupera ce poste jusqu'en 1886. Il est l'auteur du presbytère de Poullan, avant d'intégrer, l'année suivante, la Société française d'archéologie. En 1886, il rejoint Quimper ou il est nommé aumônier de l'hôpital, il restera à ce poste jusqu'en 1923.
En 1900, il est le premier titulaire de la chaire d'archéologie religieuse du grand séminaire de Quimper.
Il crée avec le chanoine Paul Peyron le Bulletin diocésain d'histoire et d'archéologie et rédige plusieurs articles.
Il est doyen du chapitre de la cathédrale de Quimper en 1917, après en avoir été chanoine honoraire (1893) puis titulaire (1905). Il est un collaborateur régulier de la Société archéologique du Finistère, qu'il présida de 1912 à 1923.

## Œuvre architecturale

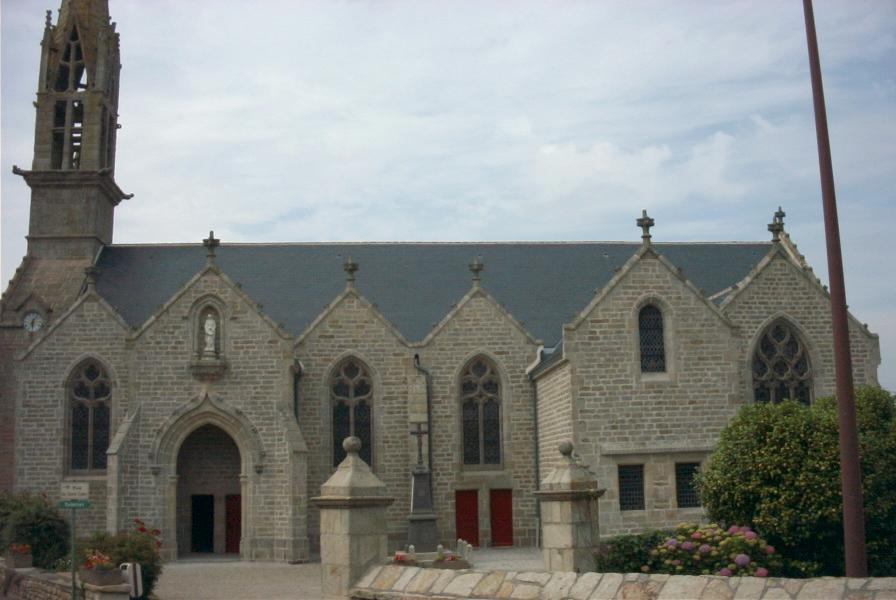
Église Saint-Tudec-et-Sainte-Anne
Cette église a été rebâtie en 1904 sur les plans de J.-M. Abgrall. Seul le clocher et le portail occidental ont été remployés de l'ancien édifice.

En sus d'être un brillant historien et analyste de l'architecture religieuse de Basse-Bretagne, le chanoine Abgrall s'est également essayé à l'architecture proprement dite. Son œuvre architecturale nous laisse un ensemble d'édifices néo-gothiques et néo-romans parait tenir du revivalime médiéval qui florissait à l'époque en Grande Bretagne, le mouvement Arts & Crafts de John Ruskin et de William Morris.
- Église Notre-Dame de Kerbonne à Brest.
- Église Saint-Joseph à Tréboul en Douarnenez.
- Église Saint-Édern à Edern.
- Clocher de l'église Saint-Fiacre de Guengat.
- Clocher de l'église Saint-Paul-Aurélien à Lampaul, Ouessant.
- Église Saint-Tudec-et-Sainte-Anne à Landudec.
- Église Saint-Géran ou du christ-Roi au Palais à Belle-Île.
- La chapelle-neuve à Pleyben.
- La chapelle Sainte-Anne, devenue l'église Notre-Dame-des-Flots, à Lesconil
- Clocher de l'église Saint-Méen de Ploéven.
- Église Saint-Pierre de Plogastel-Saint-Germain.
- Église Saint-Mellon à Plomelin.
- Chapelle Saint-Corentin en Plomodiern.
- Chapelle de Pratanras en Plonéis.
- Chapelle Saint-Vincent (chapelle du Petit-Séminaire), à Pont-Croix.
- Chapelle du Likès à Quimper.

Par ordre alphabétique des communes.

## Publications
- Étude sur l'église de Pont-croix, in Bulletin de la Société archéologique du Finistère, 1875, p. 8-9
- L'église de Guimiliau, in Bulletin de la Société archéologique du Finistère, 1883, p. 145-161
- Les stations paléolithiques en Basse-Bretagne, in Bulletin de la Société archéologique du Finistère, 1883, p. 300-303
- Inscriptions de quelques cloches anciennes du diocèse de Quimper, in Bulletin de la Société archéologique du Finistère, 1883, p. 304-306
- Explorations de divers monuments dans le Finistère, in Mémoires de la Société d'émulation des Côtes-du-Nord, Saint-Brieuc : Guyon, 1883
- Exploration d'un tumulus à Parc-ar-Stang-Yen et d'une sépulture à Kervana en Plouhinec, in Bulletin de la Société archéologique du Finistère, 1884, p. 169-178
- Exploration d'une chambre souterraine à Pont-Croix. Le tombeau de Jean de Montfort, Coauteur, in Bulletin de la Société archéologique du Finistère, 1884, p. 278-297 + 301-304
- Les sculptures de l'allée couverte du Mougan-Bihan en Commana, in Bulletin de la Société archéologique du Finistère, 1884, p. XVI + 298-299
- La dalle tumulaire de l'église de Ploaré, in Bulletin de la Société archéologique du Finistère, 1885, p. 442-446
- Peintures dans l'église de Ploéven près de Plomodiern, canton de Châteaulin, in Bulletin de la Société archéologique du Finistère, 1886, p. 96-98
- Une visite à l'église de Loctudy, in Bulletin de la Société archéologique du Finistère, 1887, p. 330-334
- Substructions romaines à Port-Ru (Douarnenez), in Bulletin de la Société archéologique du Finistère, 1889, p. XXV-XXVII
- Les découvertes de Quimper et trouvailles d'un trésor de monnaies romaines à Saint-Pabu, in Bulletin de la Société archéologique du Finistère, 1889, p. LIV-LVI+LXIV
- Les pierres à empreintes-les pierres à bassins et la tradition populaire, in Bulletin de la Société archéologique du Finistère, 1890, p. 62-72
- Deux notes, in Bulletin de la Société archéologique du Finistère, 1890, p. 117-118
- Villa et bains du Perennou, en Plomelin, in Bulletin de la Société archéologique du Finistère, 1890, p. 258-260
- Chapelle de sainte-Cécile, en Briec, in Bulletin de la Société archéologique du Finistère, 1890, p. 260-264
- Inscriptions de cloches, in Bulletin de la Société archéologique du Finistère, 1890, p. 281-285
- Landeleau, in Bulletin de la Société archéologique du Finistère, 1890, p. 285-286
- Notice sur l'église de Lampaul-Guimilliau, in Bulletin de la Société archéologique du Finistère, 1891, p. 19-41
- Le calvaire de Mellac, in Bulletin de la Société archéologique du Finistère, 1891, p. 61-62
- Iconographie bretonne (suite) : Chapelle et calvaire de Notre-Dame de Tronoën en Saint-Jean-Trolimon, in Bulletin de la Société archéologique du Finistère, 1891, p. 202-222
- Voie romaine, conduisant de Quimper à l'oppidum de Tronoën, en Saint-Jean-Trolimon, in Bulletin de la Société archéologique du Finistère, 1891, p. 223-227
- Landivisiau : porche, clocher, chapelle et fontaine, in Bulletin de la Société archéologique du Finistère, 1891, p. 259-268
- Chapelle de sainte-Marie du Ménez-Hom en Plomodiern, in Bulletin de la Société archéologique du Finistère, 1891, p. 286-292
- Pleyben : église, calvaire, ossuaire, chapelle de Notre-Dame de Lannélec, in Bulletin de la Société archéologique du Finistère, 1892, p. 55-71
- De quelques particularités dans les églises bretonnes, in Bulletin de la Société archéologique du Finistère, 1892, p. 103-118
- Statistiques monumentales : églises et chapelles romaines ; porches ; ossuaires ; roses ; vitraux ; calvaires ; arcs de triomphes ; jubés ; croix de procession et bannières, in Bulletin de la Société archéologique du Finistère, 1892, p. 169-178
- L'église de Saint-Mathieu de Quimper, in Bulletin de la Société archéologique du Finistère, 1893, p. 16-44+198-205
- Paysages et monuments de la Bretagne, in Bulletin de la Société archéologique du Finistère, 1893, p. 315-320
- Chapelles et calvaires de Saint-Vénec et de Notre-Dame de Quilinen, in Bulletin de la Société archéologique du Finistère, 1893, p. 119-128
- Le retable de Kerdévot (paroisse d'Ergué-Gabéric) : description et légende, Coauteur, in Bulletin de la Société archéologique du Finistère, 1894, p. 94-108
- Église de Pont-Croix, in Bulletin de la Société archéologique du Finistère, 1894, p. 213-235
- Les peintures de la chapelle Saint-Michel à Douarnenez, in Bulletin de la Société archéologique du Finistère, 1894, p. 341-344
- Une fresque de 1677 dans l'église de Rosnoën (Finistere), in Bulletin de la Société archéologique du Finistère, 1895, p. XXIX-XXX
- Quatre vieilles cloches et deux pierres sonnantes, in Bulletin de la Société archéologique du Finistère, 1895, p. 17-32
- Église de Cléden-Poher, in Bulletin de la Société archéologique du Finistère, 1895, p. 271-276
- Livre d'or des églises de Bretagne, Ed. d'Art, 1896-1903
- Vorganium, Coauteur, in Bulletin de la Société archéologique du Finistère, 1896, p. XLVII-XLVIII+LXVI-LXXII
- Découverte de vases romains au champ de manœuvres, in Bulletin de la Société archéologique du Finistère, 1896, p. 110-111
- Les grandes époques de l'architecture religieuse en Basse-Bretagne, in Bulletin de la Société archéologique du Finistère, 1897, p. 369-381
- Saint Pol Aurélien, premier évêque et patron du Léon : principaux épisodes de sa vie, ses reliques, son reliquaire, sa cathédrale, Lille : Société de Saint-Augustin, Desclée de Brouwer, [1897]
- Les Grandes époques de l'architecture religieuse en Basse-Bretagne, Compte rendu du 4e Congrès scientifique internationale des catholiques de Fribourg en 1897, Fribourg, 1898
- Une promenade à Trégont-Mab, in Bulletin de la Société archéologique du Finistère, 1898, p. XXX-XXXII
- Le mobilier artistique des églises bretonnes, in Bulletin de la Société archéologique du Finistère, p. 3-13+60-74
- Sarcophages anciens, in Bulletin de la Société archéologique du Finistère, 1899, p. 3-14
- Inscriptions gravées et sculptées sur les églises et monuments du Finistère, in compte rendu du LXIIIe congrès archéologique de France, 1899
- Notice sur la statue de Notre-Dame-du-Mur à Morlaix, impr. de Kerangal, 1899
- Culte et iconographie de saint Yves, in Bulletin de la Société archéologique du Finistère, 1900, p. 197-209
- Notices sur les paroisses, coauteur, Bulletins de la Commission diocésaine d'architecture et d'archéologie, 1901-1926
- La vie des saints de la Bretagne Armorique, coauteur, 1901
- Autour du vieux Quimper, in Bulletin de la Société archéologique du Finistère, 1901, p. 79-89
- Landudal : églises-chapelles, in Bulletin de la Société archéologique du Finistère, 1901, p. 115-120
- Le vieux Morlaix, in Bulletin de la Société archéologique du Finistère, Quimper : Cotonnec, 1901, p. 264-280
- Au pays des Ruines. Mémoire lu au congrès à l'Association bretonne, [s.n.], 1901
- Trois pièces d'orfèvrerie de Bretagne, in Extr. des Notes d'art et d'archéologie, impr. Ducloz, 1901
- Les Croix et calvaires du Finistère, in Bulletin monumental, Caen : Impr. de H. Delesques, 1902
- Monuments du culte de Sainte Anne au diocèse de Quimper, in "Revue de Bretagne", Vannes : Impr. de Lafolye, 1902
- Au pays des Clochers à jour, Paris : Poussielgue, 1902
- Le vieux Quimperlé, in Bulletin de la Société archéologique du Finistère, Quimper : Imprimerie Cotonnec, 1903, p. 24-45
- Architecture bretonne. Étude des monuments du diocèse de Quimper..., impr. A. de Kerangal, 1904
- Le calvaire de Plougastel-Daoulas, in Bulletin de la Société archéologique du Finistère, Saint-Maixent : E. Payet, 1904, p. 182-190
- Les peintures de la chapelle de la Madeleine à Pont-l'Abbé, in Bulletin de la Société archéologique du Finistère, 1905, p. 201-205
- Église de Guimiliau, porche calvaire, baptistère, etc. Description archéologique, Brest, 1906
- Vestiges du vieux château de Kergunus en Trégunc, in Bulletin de la Société archéologique du Finistère, impr. Cotonnec, 1906, p. 181-187
- Étude de la voie romaine et du chemin de pèlerinage des Sept Saints de Bretagne entre Quimper et Vannes, in Mémoires de l'Association bretonne, Congrès de Concarneau, 1905, Saint-Brieuc : R. Prud'homme, 1906
- La Salette de Morlaix, Brest : Impr. du Château, 1907
- Restes de l'établissement gallo-romain de Kerilien, en Plounéventer, in Bulletin de la Société archéologique du Finistère, 1907, p. 315-323
- Pleyben, église, ossuaire, calvaire, Quimper, impr. de A. de Kerangal, 1908
- Crypte de Saint Mélar à Lanmeur, in B.S.AF., Quimper : A. Leprince, 1909, p. 301-310
- Chapelle de Notre-Dame du Crann en Spézet, in Bulletin de la Société archéologique du Finistère, Quimper : Leprince, 1909, p. 244-254
- De Quimper à Bénodet par le "Terfel" : revue rapide des châteaux de l'Odet, impr. Leprince, 1909
- En vélo autour de Quimper, éd. Leprince, 1910 (en ligne)
- Substructions romaines en Plomarc'h, près Douarnenez, in Bulletin de la Société archéologique du Finistère, 1910, p. XLI-XLII
- Les peintures de la voute du chœur dans l'église de Pouldavid, près Douarnenez, in Bulletin de la Société archéologique du Finistère, 1910, p. 206-213
- Église paroissiale de Sizun et ses annexes : petite monographie, in Bulletin de la Société archéologique du Finistère, Quimper : Impr. de Leprince, 1910, p. 128-138
- M. Paul du Chatellier, président de la Société archéologique du Finistère, in Bulletin de la Société archéologique du Finistère, 1911, p. 167-187
- Sépulture gallo-romaine à Pont-de-Buis, in Bulletin de la Société archéologique du Finistère, 1911, p. 188-192
- Les saints bretons et les animaux. Étude hagiologique et iconographique, in Bulletin de la Société archéologique du Finistère, 1911, p. 318-333
- Description architectonique de la basilique de Notre-Dame de Bon-Secours de Guingamp. 1911
- Églises et chapelles du Finistère. Canton de Morlaix (suite) : Doyenné de Lanmeur, in Bulletin de la Société archéologique du Finistère, 1912, p. 38-59
- Les saints bretons et les animaux. Étude hagiologique et iconographique, in Bulletin de la Société archéologique du Finistère, 1912, p. 51-59+267-282
- Vestiges gallo-romains de Lansaludou en Guilers-Plogastel, 1912, p. 161-164
- Église et paroisse de Lampaul-Guimiliau, Quimper : Impr. de Cotonnec, 1913
- Sépulture ancienne de Trégarantec, in Bulletin de la Société archéologique du Finistère, 1913, p. XV-XVI
- Vierges ouvrantes, in Bulletin de la Société archéologique du Finistère, 1913, p. XLV-XLVII
- Substructions gallo-romaines en Plouescat, in Bulletin de la Société archéologique du Finistère, 1914, p. XX-XXIII
- Préservation des sites et monuments naturels, in Bulletin de la Société archéologique du Finistère, 1914, p. XLIII-XLIV
- Abri et sépulture sous roche à Keramengham en Lanriec, Imp. Cotonnec, 1914, p. 3-6
- Excursion archéologique du 10 mai 1914 : compte rendu, in Bulletin de la Société archéologique du Finistère, Quimper : Impr. de Cotonnec, 1914, p. 211-237
- La Cathédrale de Reims. Extrait du "Progrès du Finistère". 26 septembre 1914, in Bulletin de la Société archéologique du Finistère, 1914, p. 242-244
- Les remparts de Quimper, in Bulletin de la Société archéologique du Finistère, 1915, p. XXVII-XXVIII
- Église et paroisse de Lampaul-Guimiliau, Quimper : [s.n.], 1915
- Iconographie de la Sainte Vierge dans le diocèse de Quimper, Lafolye, 1915
- Confréries du rosaire, (Congrès marial du Folgoat, 1913), Vannes : Lafolye, 1915
- Des saints bretons..., in Bulletin de la Société archéologique du Finistère, 1915, p. XXXII-XXXVI
- Mottes féodales, coauteur, in Bulletin de la Société archéologique du Finistère, Quimper : Impr. de Cotonnec, 1915, p. 54-85
- Inscriptions gravées et sculptées sur les églises et monuments du Finistère, in Bulletin de la Société archéologique du Finistère, 1915, p. 189-216
- Le pardon de Saint-Herbot, 1916, p. XXVI-XXVIII
- Quelques bornes routières du temps du duc d'Aiguillon, in Bulletin de la Société archéologique du Finistère, Impr. de Cotonnec, 1916, p. 290-319
- Inscriptions gravées et sculptées sur les églises et monuments du Finistère, in Bulletin de la Société archéologique du Finistère, 1916, . 65-102
- Excursion archéologique aux ruines romaines du Pérennou. Le 27 septembre 1916, in Bulletin de la Société archéologique du Finistère, Impr. de Cotonnec, 1916, p. 305-319
- Excursion archéologique à Pont-L'Abbé et Kernuz, le 2 août 1917 : compte-rendu, in Bulletin de la Société archéologique du Finistère, Quimper : Impr. de Cotonnec, 1917, p. 153-173
- Glanes archéologiques : Plouédern, Plounéventer, Lanhouarneau, Plouescat, Landerneau, 1917, p. 65-96
- Landerneau : quelques notes archéologiques à l'usage des touristes, Quimper : Ar.de Kerangal, 1917
- À propos de Ty-Mam-Doue, in Bulletin de la Société archéologique du Finistère, 1918, p. XX-XXIV
- Breiz Izel [par Olivier Perrin] : compte-rendu de l'édition publ. par Fr. Le Guyader. in Bulletin de la Société archéologique du Finistère, 1918
- Ossuaires bretons, in : Congrès archéologique de France. A. Picard H. Delesques, 1919
- Établissement gallo-romain de Gorré-Ploué en Plouescat (Finistère), in Bulletin de la Société archéologique du Finistère, Quimper : Impr. de Cotonnec, 1919, p. 32-48
- Établissement gallo-romain de Kervénénec en Pont-Croix, in Bulletin de la Société archéologique du Finistère, 1919, p. XIII-XVII
- Excursion archéologique à Quimperlé et Saint-Maurice le 31 juillet 1919, in Bulletin de la Société archéologique du Finistère, impr. Leprince, 1919, p. 133-152
- Le calvaire de Plougastel-Daoulas, Brest : Imprimerie de la presse libérale du Finistère, 1921
- Église de Guimiliau, porche, calvaire, baptistère, etc., Morlaix : impr. de V. Jean,  1922
- À propos du menhir de Brignogan, in Bulletin de la Société archéologique du Finistère,  1922, p. XXXIV-XXXVIII
- Le Chemin du Tro-Breiz, entre Quimper et Saint-Pol-de-Léon, coauteur, Quimper : Imp. Bargain, 1922
- La Société archéologique du Finistère et la préhistoire : étude rétrospective, in Bulletin de la Société archéologique du Finistère, 1923, p. 161-176
- Église de Guimiliau. Porche, calvaire, baptistère, etc., 1924
- Église de Guimiliau : porche, calvaire, baptistère, etc. : description archéologique, Morlaix : F. Saillour, 1926

## Hommage
Plusieurs villes de Bretagne ont donné son nom à une rue, on peut citer notamment Brest, Édern, Lampaul-Guimiliau, Landudec, Lorient, Plogastel-Saint-Germain, Plomelin, Pont-Croix, Quimper.